# فهرست افراد بازگشته از کما
این مقاله، فهرست افرادی است که پس از مدت زمانی طولانی از کما بازگشته‌اند.
- مُنیره عبدالله (متولد ۱۹۵۹)، یک زن اماراتی است که در سال ۲۰۱۸ پس از ۲۷ سال کما که ناشی از تصادف با شتر بود، بیدار شد و با تسلا رودستر نکست جنریشن به خانه برگشت.[۱][۲]
- گری داکری (۱۹۵۴–۱۹۹۷)، یک افسر پلیس آمریکایی بود که بیش از هفت سال و نیم، پس از اصابت گلوله به پیشانی در کما به سر برد. او بر خلاف بسیاری از بیمارانی که پس از سال‌ها از کما خارج می‌شوند، تنها پس از یک روز و تا پایان عمر خود دوباره به کما رفت.
- یان گرسبسکی (۱۹۴۲–۲۰۰۸)، کارگر راه‌آهن لهستانی بود که در سال ۱۹۸۸ به کما رفت و در سال ۲۰۰۷، بیدار شد.
- سارا لیان اسکانتلین (۱۹۶۶–۲۰۱۶)، یک نوجوان دبیرستانی آمریکایی بود که در سال ۱۹۸۴ به دلیل جراحات ناشی از تصادف رانندگی به کما رفت و ۲۰ سال بعد در سال ۲۰۰۴ بیدار شد.[۳]
- دایانه کاتز (متولد ۱۹۵۳ یا ۱۹۵۴) حساب‌دار اهل آفریقای جنوبی بود که پس از تجربهٔ دو آنوریسم مغزی و سه سکته مغزی در سال ۲۰۰۴ به حداقل میزان هوشیاری رسید. در نوامبر ۲۰۰۶، دکتر والی نل، پزشک معروف اهل آفریقای جنوبی که با استفاده از داروی زولپیدم بسیاری از بیماران را از حالت کما بیدار کرده بود بعد از دادن زولپیدم به کاتز او را بیدار کرد. بیداری او همراه با خانواده، دوستان و مراقبین او فیلمبرداری و عکسبرداری شد. مانند بسیاری از بیماران کما که از طریق زولپیدم بیدار شده بودند، او نیز پس از ۳ ساعت دوباره به کما رفت اما او بر خلاف موارد مشابه، توانست مجددا از کما بازگردد. کاتز اکنون قادر است بدون کمک راه برود، صحبت کند و غذا بخورد.[۴]
- لئونارد لو (۱۹۲۰-؟) یک پسر آمریکایی بود که در سال ۱۹۳۹ در اثر انسفالیت لتارژیک دچار بیهوشی کاتاتونیک شد. در سال ۱۹۶۹، دکتر الیور ساکس با استفاده از دارویی به نام لوودوپا یا L-dopa موفق به بیدار کردن او و چند بیمار دیگر مرتبط با آنفلوانزای اسپانیایی شد. با این حال، لو و همه بیماران مشابه خود، پس از یک دورهٔ کوتاه مدت در حالتی مشابه بهبودی کامل، به‌طور متناوب و با دوره‌های بسیار کوتاه از بیداری، مجدداً دچار بیهوشی کاتاتونیک می‌شدند. ماجرای لو و دیگر بیماران مشابه او، موضوع اصلی کتاب بیداری‌ها نوشتهٔ سال ۱۹۷۳ و فیلم بیداری‌ها ساختهٔ ۱۹۹۰ بود.
- عبدالحق نوری (متولد ۱۹۹۷)، فوتبالیست سابق هلندی است که در حین یک مسابقه فوتبال به کما رفت. او یک سال بعد، از کما خارج شد.
- مارتین پیستوریوس (متولد ۱۹۷۵)، اهل آفریقای جنوبی، به‌دلیل ابتلا به یک بیماری مرموز، سه سال را در وضعیت زندگی نباتی و چهار سال را در حالت حداقل هوشیاری گذراند و برای پنج سال نیز قادر به حرکت چیزی به جز چشمان خود نبود (نشانگان قفل‌شدگی). در سال ۱۹۹۹، او کاملاً بیدار شد و از آن زمان به حدی بهبود یافت که توانست یک طراح و توسعه‌دهندهٔ وب و نویسنده شود. در سال ۲۰۱۱، او کتابی به نام Ghost Boy نوشت که در آن، چندین سال بیهوش بودن خود را شرح می‌دهد.
- تری والیس (زادهٔ ۱۹۶۴)، مردی آمریکایی بود که پس از تصادف با یک کامیون، نزدیک به یک سال در کما بود. او سپس ۱۹ سال در وضعیت حداقل هوشیاری بود.